# بالغونتای
بالغونتای (به اویغوری: بالغۇنتاي، به چینی: 巴仑台镇 [لاتین: Bālúntái]، به مغولی: ᠪᠠᠯᠭᠠᠨᠲᠠᠢ [سیریلیک: Балгаантай]) یک شهرک در چین است که در شهرستان هجینگ، ولایت خودگردان بایینغولین مغول، سین‌کیانگ واقع شده‌است. بالغونتای ۳٬۰۲۰ کیلومتر مربع مساحت و ۱۰٬۵۲۱ نفر جمعیت دارد و ۱٬۷۵۱ متر بالاتر از سطح دریا واقع شده‌است.